# Spilosoma venata
Spilosoma venata är en fjärilsart som beskrevs av Alfred Ernest Wileman. Spilosoma venata ingår i släktet Spilosoma och familjen björnspinnare. Inga underarter finns listade i Catalogue of Life.